# أندرو سكوت
أندرو سكوت(بالإنجليزية: Andrew Scott)‏ هو ممثل أيرلندي وله العديد من الأدوار المهمة مثل بول مكارتني وخصوصا دور جيم مورياتي في مسلسل شرلوك.

## أفلامه
- طيف (2015)

## روابط خارجية
- أندرو سكوت على موقع IMDb (الإنجليزية)
- أندرو سكوت على موقع قاعدة بيانات الأفلام العربية
- أندرو سكوت على موقع ألو سيني (الفرنسية)
- أندرو سكوت على موقع ميوزك برينز (الإنجليزية)
- أندرو سكوت على موقع أول موفي (الإنجليزية)
- أندرو سكوت على موقع قاعدة بيانات برودواي على الإنترنت (الإنجليزية)
- أندرو سكوت على موقع قاعدة بيانات الأفلام السويدية (السويدية)
- أندرو سكوت على موقع قاعدة بيانات الفيلم (الإنجليزية)
- أندرو سكوت على موقع كينوبويسك (الروسية)